# فرودگاه رنک
 فرودگاه رنک (به انگلیسی: Renk Airport) یک فرودگاه همگانی، غیرنظامی است که یک باند فرود سنگفرش دارد. این فرودگاه در کشور سودان جنوبی قرار دارد و در ارتفاع ۲۸۲ متری از سطح دریا واقع شده است.